# 궈샤오팅
궈샤오팅(중국어 간체자: 郭晓婷, 정체자: 郭曉婷, 병음: Guō Xiǎotíng, 한자음: 곽효정, 1993년 1월 2일~)은 중화인민공화국의 배우이다.

## 학력
- 상하이 연극 대학 (졸업)

## 출연작

### 드라마
- 2015년 동방 위성 텔레비전 동방극장 《호마묘파》 - 자오자러(赵佳乐) 역
- 2016년 후난위성텔레비전 찬석독파극장 《선검운지범 : 검과 정령》 - 초곡(草谷) 역
- 2017년 CCTV-8 황금강당극장 《소림문도》 - 리쥔쥔(李蓁蓁) 역
- 2018년 유쿠 웹드라마 《심진기》 - 성운(星云) 역
- 2019년 아이치이 웹드라마 《종전유좌영검산》 - 유리선(琉璃仙) 역
- 2020년 유쿠 웹드라마 《열혈동행》 - 시셴얼(席仙儿) 역
- 2020년 아이치이 웹드라마《괴니과분미려》 - 린샹(林湘) 역
- 2021년 베이징 텔레비전 품질극장 《전행자》 - 장윈칭(江韵清) 역
- 2022년 유쿠 웹드라마 《빙우화: 마약 전쟁》 - 양링(杨玲) 역
- 2022년 유쿠 웹드라마 《어교기지흡사고인귀 : 옛 임이 돌아온 듯했네》 - 순덕선희(順德仙姬) 역
- 2022년 유쿠 웹드라마 《어교기지여군초상식 : 그대를 처음 만난 그날》 - 순덕선희 역
- 2022년 아이치이 웹드라마 《창란결》 - 적지여자(赤地女子) 역
- 2023년 CCTV-1 제일특약극장 《인생지로》 - 천슈리(陈秀礼) 역
- 2023년 CCTV-1 제일특약극장 《주강인가》 - 천리샤(陈立夏) 역
- 2024년 후난위성텔레비전 금응독파극장 《강하일상》 - 쑤나(苏娜) 역